# Langue régionale
Ne doit pas être confondu avec Variété régionale ou Dialecte.
Une langue régionale est, du point de vue géographique, parlée dans une région faisant partie d'un État plus vaste. Elle peut y être localement majoritaire, ou non. Selon la Charte européenne des langues régionales ou minoritaires : « L'adjectif « régional » concerne les langues parlées dans une partie limitée du territoire d'un État, dans laquelle elles peuvent, par ailleurs, être parlées par la majorité des citoyens. » À titre d'exemples, on peut citer l'occitan ou le breton en France, le sarde en Italie, le cachoube en Pologne, le zazaki en Turquie, le kabyle en Algérie, le bachkir en Russie, le tibétain en Chine, le navajo aux États-Unis.
Une langue régionale est, du point de vue du statut politique, différente de la langue officielle de l'État où elle est parlée, et dont les locuteurs posent la question de son statut à côté de la langue officielle[Quoi ?]. Les langues régionales sont parfois reconnues et protégées par l'administration régionale ou par l'État : un grand nombre d'États à travers le monde, dont la majorité des États européens, reconnaissent des langues régionales et leur accordent un statut, comme c'est le cas, par exemple, de la Communauté française de Belgique, de l'Espagne, de l'Italie ou encore de la Suisse.
On peut distinguer cette terminologie et celle de langue minoritaire.

## Statuts et évolutions
Une langue régionale et/ou minoritaire dans un État, peut être officielle et/ou majoritaire dans un autre : en Europe, c'est le cas du français dans le Val d'Aoste, ou du slovène en Autriche. Des changements de statut peuvent intervenir, soit par des lois à l'intérieur d'un État, soit à la suite de changements politiques et territoriaux. Illustrant le premier cas, en Belgique, où depuis l'indépendance en 1831 seul le français était officiel, la loi du 22 mai 1878 autorisait les provinces et arrondissements flamands à utiliser indifféremment le français et le néerlandais, puis, quarante ans plus tard, la loi du 31 juillet 1921 faisait de ce dernier la seule langue officielle des régions néerlandophones, mettant ainsi un terme à la francisation de leurs habitants. Illustrant le second cas, la fragmentation politique de la Yougoslavie a aussi fragmenté en quatre la langue serbo-croate, désormais appelée « BCMS » (abréviation informelle des quatre appellations officielles de « bosniaque », « croate », « monténégrin » et « serbe »), et qui évolue actuellement en parlers de plus en plus différents, tandis que la fragmentation de l'URSS a permis à des langues minoritaires à statut régional, comme le letton, le roumain ou le géorgien, de devenir langues majoritaires et officielles dans les nouveaux États qui en sont issus (respectivement Lettonie, Moldavie et Géorgie).
Au sein d'un État fédéral, une langue officielle et/ou majoritaire dans une province, région, land ou État, peut être régionale et/ou minoritaire dans les autres : au Canada, c'est le cas du français respectivement au Québec, et dans les autres provinces du pays ; en Inde, du tamoul respectivement au Tamil Nadu et dans les autres États de l'Union indienne.

## Belgique
En Belgique, les langues officielles sont le français, le néerlandais et l'allemand. La reconnaissance éventuelle des langues régionales est une compétence qui est du ressort des communautés.
La Communauté flamande n'en reconnaît aucune parce que la Nederlandse Taalunie, chargée de la promotion du néerlandais aux Pays-Bas et en Flandre, considère que toutes les langues régionales parlées sur son territoire sont des dialectes du néerlandais. Il n'en existe pas en communauté germanophone et la communauté française en reconnaît huit, dites langues régionales endogènes.

## France
Les langues régionales sont les langues des minorités linguistiques historiques de France métropolitaine ou d'outre-mer.
Historiquement, avant l'unification linguistique effectuée sous la IIIe République dans le sillage de la Révolution française et des premières mesures prises par les rois de France (ordonnance de Villers-Cotterêts en 1539, création de l'Académie française en 1635), les langues régionales étaient parlées par une majorité de la population sur le territoire français de l'époque.
La langue française s'est formée sur une large base de la langue d'oïl parlée en Île-de-France et dans le nord de l'actuelle région Centre-Val de Loire, à laquelle se sont ajoutées, plus tard, des influences de langues régionales, notamment l'alsacien, le breton ou l'occitan (baragouin, vasistas, escalade, salade…),.
En France métropolitaine, les langues régionales comme l'alsacien, le platt lorrain, le basque, le breton, le catalan, le corse, le picard, le flamand occidental, le francoprovençal et l'occitan restent parlées significativement sur le pourtour du territoire.
Les langues régionales sont mentionnées dans la Constitution française à l'article 75-1 ainsi rédigé : « Les langues régionales appartiennent au patrimoine de la France », ajouté par la loi du 23 juillet 2008.
La France a signé la charte européenne des langues régionales ou minoritaires, mais a refusé sa ratification. Le 14 janvier 2016, le projet de loi pour l'enseignement immersif des langues régionales est rejeté à l'Assemblée nationale avec 24 députés présents mais 28 votants, 13 votes pour et 14 votes contre. Les 4 votes supplémentaires du côté contre ont fait pencher la balance à l'opposé de la majorité des présents, provoquant ainsi la colère des partisans du projet.

## Indonésie
L'Indonésie est une nation formée de dizaines de groupes ethniques (suku), dont les langues ont le statut reconnu de langue régionale (bahasa daerah), aux côtés de la langue nationale, l'indonésien. Les linguistes dénombrent près de 300 langues distinctes en Indonésie, dont 250 pour les seules provinces d'Irian Jaya occidental et Papua (moitié occidentale de la Nouvelle-Guinée). On estime que la langue régionale est langue maternelle pour plus de la moitié des Indonésiens. En outre, il est courant que ceux dont la langue maternelle est l'indonésien, parlent une langue régionale.

## Philippines
Les Philippines sont un archipel de plus de 7 100 îles, lesquelles abritent selon les linguistes quelque 120 langues régionales.
En 14 août 1991, le gouvernement a, par la création de la Commission sur la Langue Filipino (Komisyon sa Wikang Filipino), reconnu la diversité et l'importance de la réalité linguistique. Selon l’Acte de la République 7104, Section 5, la Commission se compose de 11 commissaires, représentant les langues majeures de l’archipel.
Par cette loi-ci, on considère une langue comme « majeure » si 2 % de la population la pratique (soit en 2007, 1,7 million de locuteurs). Les 10 langues régionales majeures reconnues sont respectivement le tagalog, l'ilocano, le pangasinan et le kapampangan de l’île de Luçon, le cebuano, l'hiligaynon et le bisaya (ou waray-waray) de l’archipel de Visayas ainsi que le maguindanao et le maranao de l’île de Mindanao. Cependant, les seules langues officielles demeurent le filipino et l’anglais.

## Suisse
Le romanche est une des langues nationales, parlée dans le canton des Grisons. Une cinquième langue nationale, sans territoire affilié, est le yéniche, reconnu lorsque la Suisse ratifia de la Charte européenne des langues régionales ou minoritaires en 1997, bien qu'il ne soit utilisé dans aucun texte officiel.